# Teresa Pągowska

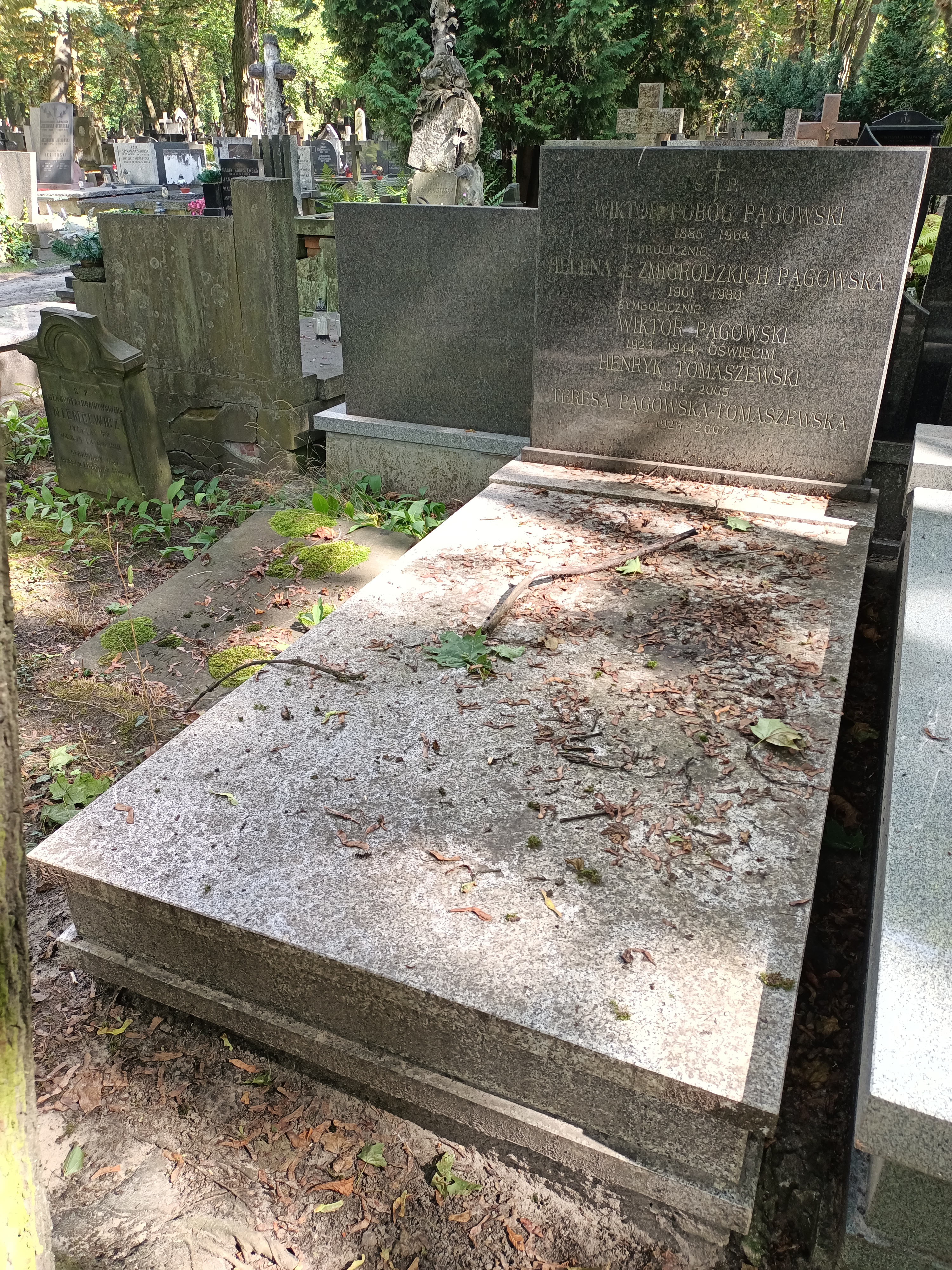
Nagrobek Teresy Pągowskiej-Tomaszewskiej na cmentarzu Powązkowskim w Warszawie

Teresa Pągowska-Tomaszewska (ur. 12 czerwca 1926 w Warszawie, zm. 7 lutego 2007 tamże) – polska malarka, nauczyciel akademicki, profesor sztuk plastycznych (1988), od 1982 profesor Akademii Sztuk Pięknych w Warszawie; przedstawicielka szkoły sopockiej i nowej figuracji, związana z grupami Réalités Nouvelles oraz Nouvelle Ecole de Paris.

## Życiorys
Urodziła się w rodzinie Wiktora Pągowskiego h. Pobóg (1885–1964) i Heleny ze Żmigrodzkich h. Ogończyk (1901–1930). W 1927 roku razem z rodziną zamieszkała na Wołyniu. W 1930 roku, gdy zmarła jej matka, przeprowadzili się w Poznańskie. Uczyła się u Sióstr Sacré Coeur. W Poznaniu uczyła się rysunku u Wandy Taranczewskiej – żony Wacława Taranczewskiego.
W trakcie II wojny światowej wstąpiła do Szarych Szeregów, a potem była robotnicą.
W 1951 roku została absolwentką poznańskiej Państwowej Wyższej Szkoły Sztuk Plastycznych (obecnie: Uniwersytet Artystyczny w Poznaniu), gdzie studiowała malarstwo i techniki ścienne pod kierunkiem Wacława Taranczewskiego i Eustachego Wasilkowskiego. W okresie studiów, w latach 1949–1950 pełniła funkcję asystentki w pracowni malarstwa ściennego prof. Jana Piaseckiego. Od 1950 mieszkała w Sopocie. W latach 1950–1964 była pedagogiem PWSSP w Gdańsku (obecnie: Akademia Sztuk Pięknych w Gdańsku), gdzie współpracowała jako docent z Piotrem Potworowskim. W latach 1971–1973 pracowała w łódzkiej PWSSP (obecnie: Akademia Sztuk Pięknych w Łodzi), gdzie prowadziła pracownię malarstwa. Od 1963 roku mieszkała w Warszawie. W 1973 roku rozpoczęła pracę na Wydziale Grafiki Akademii Sztuk Pięknych w Warszawie. Prowadziła tam pracownię malarstwa i rysunku w latach 1973–1992, a w 1988 roku otrzymała tytuł profesora zwyczajnego. 
Brała udział w licznych aukcjach charytatywnych w Polsce i za granicą, ostatnią pracę przekazała w ramach międzynarodowej akcji „Polscy Artyści Plastycy Dzieciom” dla Fundacji SERCE – Europejskie Centrum Przyjaźni Dziecięcej w Świdnicy.
Od 1958 była żoną Stanisława Teisseyre'a, a następnie związana z Henrykiem Tomaszewskim, z którym miała jedynego syna - Filipa Pągowskiego, grafika i projektanta.
Zmarła w Warszawie, pochowana na cmentarzu Powązkowskim (kwatera 296-6-6).

## Twórczość

### Cykle
- Dni
- Przemoc
- Wnętrza zamknięte
- Figury magiczne

## Wybrane wystawy indywidualne
- 1956 – BWA Sopot
- 1960 – XIII Festiwal Sztuk Plastycznych, ZPAP, BWA, Sopot
- 1961 – Galerie Lambert, Paryż
- 1962 – Quadrante. Studio d’Arte Contemporanea di Matilde Giorgini, Florencja
- 1962 – Galerie il Canale, Wenecja
- 1964 –  Peinture Contemporaire Polonaise, Galerie Numaga, Auvernier
- 1966 – Malarstwo, CBWA Zachęta, Warszawa
- 1966 – Teresa Pagowska, Galerie Numaga, Auvernier
- 1968 – Teresa Pągowska. Malarstwo, CBWA Zachęta
- 1968 – Teresa Pągowska, Galeria Współczesna, Warszawa
- 1969 – Teresa Pągowska, Galerie Numaga, Auvernier
- 1971 – Teresa Pągowska. XXIV Festiwal Sztuk Plastycznych, BWA, Sopot
- 1972 – Teresa Pągowska, Galeria Współczesna, Warszawa
- 1974 – Teresa Pągowska. Bilder, Neue Berliner Kunstverein, Rathaus Reinickendorf, Berlin
- 1974 – Teresa Pągowska, Galerie Numaga 2, Auvernier
- 1975 – Teresa Pągowska, Galeria Zapiecek, Warszawa
- 1976 – Teresa Pągowska, Galeria BWA, Lublin; Galeria BWA, Białystok; Galeria BWA, Olsztyn
- 1977 – Teresa Pągowska. Wystawa malarstwa, Galeria Studio, Warszawa
- 1977 – Teresa Pągowska. Malarstwo – cykl monochromatów, Klub Międzynarodowej Prasy i Książki, Warszawa
- 1978 – Teresa Pągowska, Galeria Dzieł Sztuki Współczesnej, Warszawa
- 1980 – Teresa Pągowska. Wystawa prac malarskich, Galeria Studio, Warszawa
- 1981 – Teresa Pągowska. Galeria sztuki A i B. Wahl, Warszawa
- 1983 – Teresa Pągowska. Oeuvres rècentes. Galerie Numaga 2, Auvernier
- 1984 – Teresa Pagowska. Huiles, Calart Art Contemporain, Genewa
- 1985 – Teresa Pągowska. Malarstwo, rysunek. Galeria Studio, Warszawa
- 1986 – Teresa Pągowska. Malarstwo i rysunek. Galeria Sztuki BWA, Gdańsk
- 1988 – Teresa Pągowska. Galeria Studio
- 1990 – Teresa Pągowska. Paintings. Persons & Lindell Gallery, Helsinki
- 1992 – Teresa Pągowska. Malarstwo, Galeria Kordegarda, Warszawa
- 1993 – Teresa Pągowska, Galeria Grafiki i Plakatu, Warszawa
- 1993 – Teresa Pągowska. Pastele. Galeria PN, Warszawa
- 1993 – Teresa Pągowska, Galeria 86, Łódź
- 1993 – Teresa Pągowska, Galeria Gest, Łódź
- 1993 – Teresa Pągowska, Starmach Gallery, Kraków
- 1994 – Teresa Pągowska – malarstwo, Galeria Zapiecek, Warszawa
- 1994 – Teresa Pągowska, Galeria Zamkowa, Lublin
- 1996 – Teresa Pągowska, Galeria Zamek w Reszlu, Muzeum Warmii i Mazur w Olsztynie
- 1996 – Teresa Pągowska. Malarstwo, Galeria Miejska Arsenał, Poznań
- 1997 – Teresa Pągowska, Galeria Sztuki Współczesnej Zachęta, Warszawa
- 1997 – Teresa Pagowska, Galeria PN, Warszawa
- 1998 – Teresa Pągowska. Malarstwo, Muzeum im. Anny i Jarosława Iwaszkiewiczów w Stawisku, Podkowa Leśna
- 1999 – Teresa Pągowska, Galeria Sztuki Sceny Plastycznej KUL, Lublin
- 1999 – Teresa Pągowska. Obrazy małe i jeszcze mniejsze, Galeria Grafiki i Plakatu, Warszawa
- 2001 – Teresa Pągowska, Galeria DAP, ZPAP, Warszawa
- 2002 – Teresa Pągowska. Malarstwo, Państwowa Galeria Sztuki, Sopot
- 2003 – Teresa Pągowska. Malarstwo. Obrazy z lat 1960-1970, Galeria Fibak Büchner, Warszawa
- 2003 – Teresa Pągowska. Malarstwo, Muzeum Narodowe w Poznaniu, Poznań
- 2004 – Teresa Pągowska, Akademia Sztuk Pięknych w Krakowie, Kraków
- 2007 – Teresa Pągowska, Galeria Grafiki i Plakatu, Warszawa
- 2008 – Teresa Pągowska. Malerei, Galerie des Polnischen Instituts, Düsseldorf
- 2008 – Teresa Pagowska. Figury magiczne, obrazy z lat 972-2006, Galeria Piotra Nowickiego, Warszawa
- 2022 - Teresa Pągowska | Spectra Art Space MASTERS[5]

Źródło:.

## Nagrody i wyróżnienia
- 1952 – Nagroda Państwowa III stopnia (zespołowa) za obraz Pierwszomajowa manifestacja w roku 1905 wystawiony na Ogólnopolskiej Wystawie Plastyki[7]
- 1955 – Nagroda za całokształt wystawionych prac na „Ogólnopolskiej Wystawie Młodej Plastyki. Przeciw wojnie – przeciw faszyzmowi” w Arsenale w Warszawie
- 1979 – I nagroda za obraz Kres II na wystawie „Przeciw wojnie Majdanek ’79. VI Wystawa malarstwa, rzeźby i grafiki” w Państwowym Muzeum na Majdanku
- 1991 – Nagroda Fundacji im. Jurzykowskiego za rok 1990
- 2001 – Nagroda im. Jana Cybisa za rok 2000
- 2001 – Nagroda im. Kazimierza Ostrowskiego
- 2002 – tytuł doktora honoris causa Akademii Sztuk Pięknych w Gdańsku[8]

Źródło:.